# Kuršinci
Kuršinci este o localitate din comuna Ljutomer, Slovenia, cu o populație de 178 de locuitori.